# 川滇凤仙花
川滇凤仙花（学名：Impatiens ernstii）为凤仙花科凤仙花属下的一个种。該物種主要分佈於云南（盐津成凤山）、四川（峨眉山）海拔2500米的地方。該物種的花期為8-9月。

## 扩展阅读
- 維基物種上的相關：川滇凤仙花